# Miasta Wallis i Futuny
Według danych oficjalnych pochodzących z 2009 roku Wallis i Futuna (francuskie terytorium zamorskie) posiadały 39 miejscowości o statusie miasta. Stolica kraju Mata Utu jako jedyne miasto liczyło ponad 1 tys. mieszkańców oraz reszta miejscowości poniżej 1 tys. mieszkańców.

## Największe miasta w Wallis i Futunie
Największe miasta w Wallis i Futunie według liczebności mieszkańców (stan na 21.07.2009):
| L.p. | Miasto   | Dystrykt | Liczba ludności |
| ---- | -------- | -------- | --------------- |
| 1.   | Mata Utu | Hahake   | 1 126           |
| 2.   | Ono      | Alo      | 666             |
| 3.   | Liku     | Hahake   | 663             |
| 4.   | Alele    | Hihifo   | 631             |
| 5.   | Falaleu  | Hahake   | 627             |

## Alfabetyczna lista miast w Wallis i Futunie
Spis miejscowości Wallis i Futuny o statusie miasta według danych szacunkowych z 2009 roku:
- Ahoa
- Akaʻaka
- Alele
- Alofitai
- Falaleu
- Fiua
- Gahi
- Haʻafuasia
- Haʻatofo
- Halalo
- Kolia
- Kolopopo
- Lavegahau
- Leava
- Liku
- Malaʻe
- Malaʻe
- Malaʻefoʻou
- Mata Utu
- Nuku
- Ono
- Poi
- Tamana
- Taoa
- Tavai
- Teʻesi
- Tepa
- Toloke
- Tuatafa
- Tufuʻone
- Utufua
- Vailala
- Vaimalau
- Vaisei
- Vaitupu
- Vele